# Taxicaulis byssicaulis
Taxicaulis byssicaulis là một loài Rêu trong họ Hypnaceae. Loài này được (Müll. Hal.) Müll. Hal. miêu tả khoa học đầu tiên năm 1896.